# Паоли, Рауль
Рау́ль Симо́н Паоли́ (фр. Raoul Simon Paoli; по другим данным Жак Мари Люсьен Рауль Паоли (фр. Jacques Marie Lucien Raoul Paoli), также известен как Раймон Симонпаоли (фр. Raymond Simonpaoli), 24 ноября 1887, Куртален, Эр и Луар — 23 марта 1960, Париж) — французский легкоатлет, боксёр, борец, рулевой в академической гребле, актёр. Бронзовый призёр летних Олимпийских игр 1900 года в качестве рулевого в гребле. Чемпион Франции в толкании ядра, метании диска, чемпион Англии в толкании ядра, чемпион Франции в греко-римской борьбе, чемпион Франции по боксу.

## Биография
Корсиканец по происхождению.

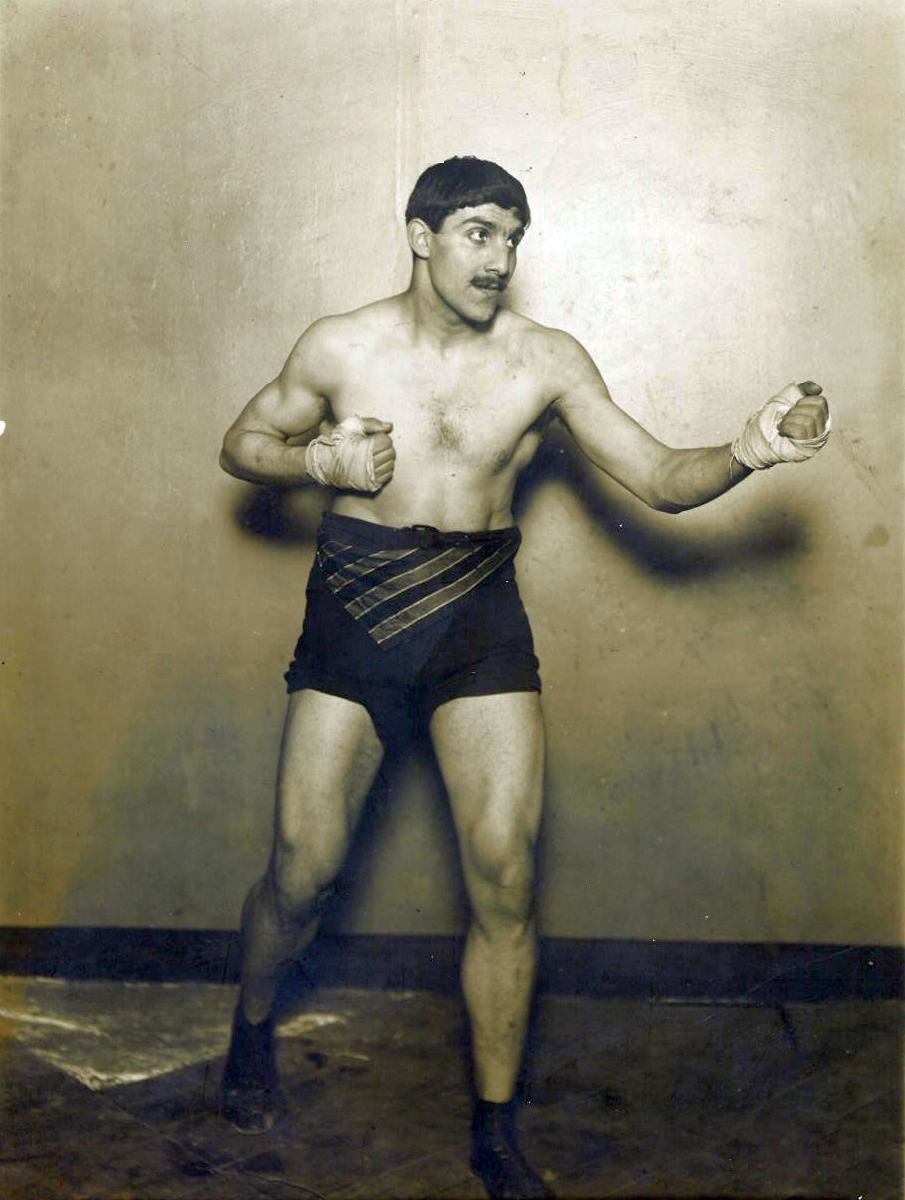
Паоли в 1908 году

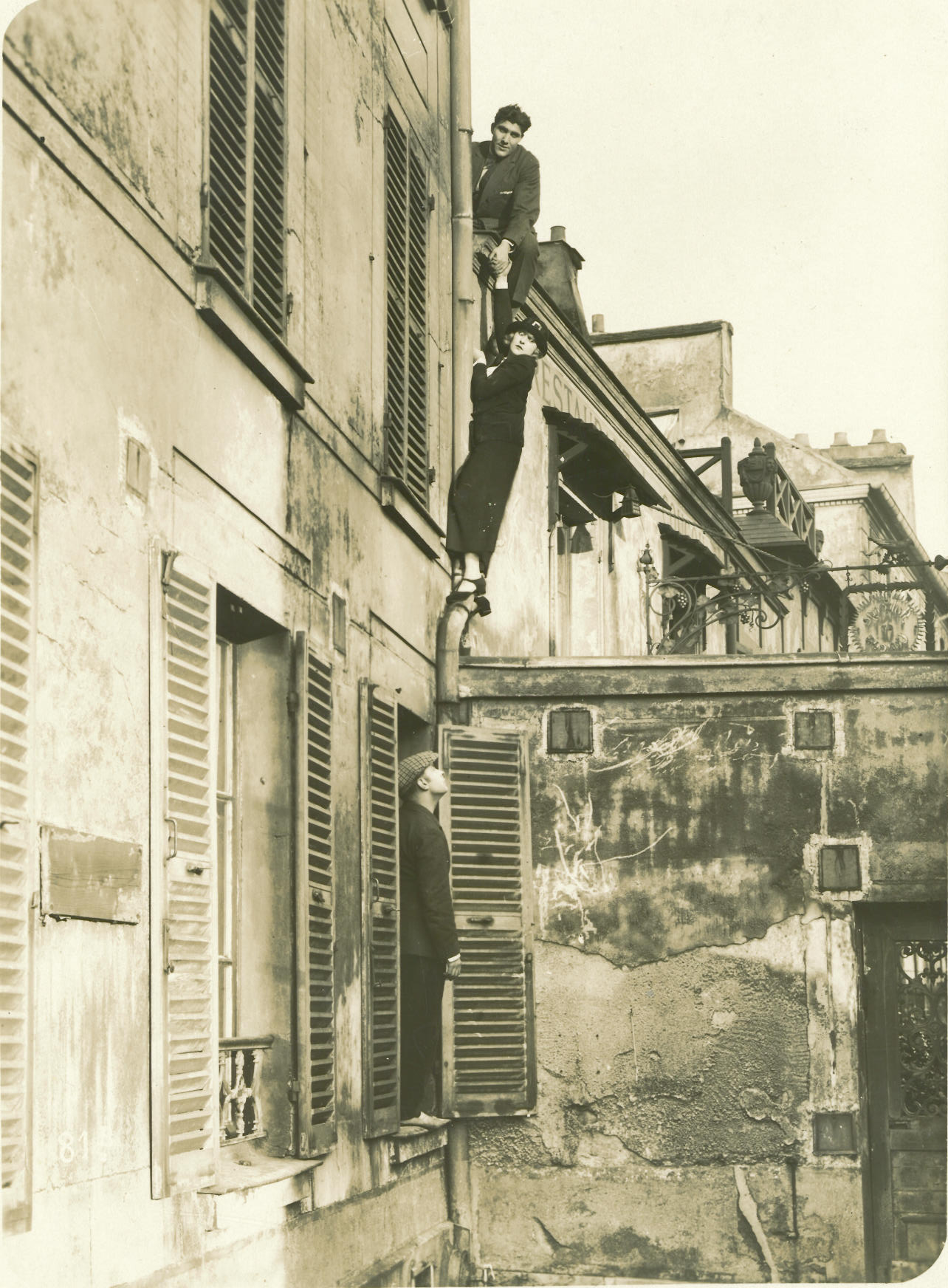
Рауль Паоли (вверху) с актрисой Перл Уайт на съёмках французского фильма «Террор» 1924 года

На Олимпийских играх 1900 года в Париже Паоли в возрасте 12 лет был рулевым пары гребцов Карлос Дельтур и Антуан Ведренн. Вместе они сначала выиграли полуфинал с результатом 6:33,4, а затем заняли третье место в финале, пройдя дистанцию за 7:57,2.
В конце 1900-х годов активно занимался греко-римской борьбой, становился чемпионом Франции пять раз подряд в 1908—1912 годах.
Параллельно занимался регби, в составе клуба «Стад Франсе» становился чемпионом Франции. В 1911 и 1912 годах провёл три матча за сборную Франции по регби.
На Олимпийских играх 1912 года Паоли выступал в греко-римской борьбе в категории свыше 82,5 кг, но не выиграл ни одной схватки. Также Паоли был знаменосцем сборной Франции на церемонии открытия Игр.
Во время Первой мировой войны служил в пехоте, выступал в соревнованиях среди военных, в том числе в беге на 100 метров. В 1917 году посещал лётную школу в Этампе,  пострадал в катастрофе по вине инструктора, получив переломы, в результате лечился несколько месяцев.
Любимой дисциплиной Паоли было толкание ядра. Он выигрывал чемпионат Франции в 1912, 1919, 1920, 1922, 1923, 1924, 1925 и 1926 годах. В толкании ядра он выступал на Олимпийских играх 1912, 1920, 1924 и 1928 годов. В 1912 году Рауль занял 16-е место с результатом 11,11 м (чемпион Патрик Макдональд толкнул на 15,34 м). В 1920 году в Антверпене Паоли стал 12-м с результатом 12,485 м. Спустя 4 года на Олимпийских играх в Париже Паоли ещё улучшил свой результат (13,535 м), но остался только девятым (чемпион в финале показал результат 14,995 м). На Играх 1928 года в возрасте 40 лет показал результат 12,68 м и занял 18-е место (чемпион Джон Кук толкнул на 15,87 м). Также на Играх 1928 года Паоли выступил в метании диска и занял 29-е место с результатом 36,82 м.
В 1920-е годы стал актёром, сначала снимался во Франции, а в 1926 году уехал в США. Паоли можно увидеть в таких фильмах как «Улыбающаяся мадам Бёде» (1923), «Волшебное пламя» (1927), «Большая тропа» (1930) и многих других. Во время пребывания в США Паоли не забывал о спорте, в 1927 году он стал серебряным призёром чемпионата Калифорнии по толканию ядра.
В конце 1920-х годов встречался с известной французской спортсменкой Вьолетт Моррис.
В 1930-х годах развивал реслинг во Франции с такими французскими спортсменами, как Анри Деглан, Шарль Ригуло. В развитии реслинга во Франции также участвовал режиссёр Жюльен Дювивье.
Во время Второй мировой войны занимался фермерством и виноделием.